# Martin Schleich
Martin Schleich, född den 12 februari 1827 i München, död där den 13 oktober 1883, var en tysk författare.
Han studerade filologi i sin hemstad, blev journalist och utgav under åren 1848–1871 skämttidningen Münchener Punsch. En kort tid var han också verksam som politiker och medlem av lantdagen.
Han skrev en rad lustspel, av vilka särskilt Der Bürgermeister von Füssen, Die Haushälterin och Ansässig är präglade av ett friskt humör.
Efter Schleichs död bearbetade och utgav M.G. Conrad hans efterlämnade roman Der Einsiedler (1886), Gesammelte Lustspiele und Volksstücke (2 band, 1862) och Neue Lustspiele und Volksstücke (1874).